# Raymond Bayer
Raymond Bayer (Parigi, 1898 – 1959) è stato un filosofo francese.
Docente all'università di Caen dal 1937 al 1942 e alla Sorbona di Parigi dal 1942 al 1951, nel 1948 fondò con Étienne Souriau e Charles Lalo la Revue d'Esthétique. Ha insegnato inizialmente a Parigi presso i Collegi Colbert e Chaptal dal 1921, per continuare i suoi studi con la preparazione delle sue due tesi dottorali sulla Esthétique de la grace e Léonard de Vinci (1933) in cui analizza la nozione di grazia in tutti i campi dell'estetica (letteratura, musica, danza, ecc.). Discepolo di Léon Brunschvicg e André Lalande. Sposò una delle figlie dello storico della filosofia Émile Bréhier e, dall'ottobre 1937, diventa professore presso la Faculté des Lettres dell'Università di Caen. In quell'anno organizza anche il celebre Congrès Descartes a Parigi, così come il secondo Congrès International d'Esthétique et de Science de l'Art. Nel 1942 viene chiamato alla Sorbona per ricoprire la cattedra di Filosofia generale. Nel 1951 deve rinunciare al suo incarico a seguito di un attacco di cuore, ma continua a scrivere i suoi libri: Epistémologie et Logique depuis Kant jusqu'à nos jours (1954), Essais sur la Méthode en Esthétique (1953), Traité d'Esthétique (1956), Histoire de l'Esthétique (1961). Egli definiva la sua concezione estetica nei termini di realismo operativo (réalisme operatoire).

## Opere
- L'Esthétique de la grâce. Introduction à l'étude des équilibres de structure (tesi principale 2 voll.), Paris, Alcan, 1933;
- Léonard de Vinci. La Grâce (tesi complementare), Paris, Alcan, 1933;
- Essais sur la méthode en esthétique, Paris, Flammarion, 1953;
- Épistémologie et logique depuis Kant jusqu'à nos jours, Paris, PUF, 1954;
- Traité d'esthétique, Paris, Colin, 1956;
- L'Esthétique mondiale au XXème siècle, Paris, PUF, 1961;
- Histoire de l'esthétique, Paris, Colin, 1961;
- Entretiens sur l'art abstrait, Genève, Caillier, 1964;

## Curatore
- Travaux du IXe Congrès International de Philosophie: Congrès Descartes - Paris 1-6 aout 1937 - 12 voll. (I. Etudes cartésiennes: 1.Généralités; 2. La Métaphysique. II. Etudes cartésiennes: 3. La Méthode et les Mathématiques; 4. La Physique; 5. La Morale et la Pratique; 6. Histoire de la Pensée de Descartes. III. Etudes cartésiennes: 7. Descartes dans l'Histoire; 8. Influence du Cartésianisme. IV. Unité de la Science: la Méthode et les Méthodes: 1. Le Problème de la Raison; 2. L'Unité de la Science; 3. L'Unité de la Méthode. V. L'Unité de la Science: la Méthode et les méthodes: 4. Formation de la Science; 5. La méthode de l'Histoire; 6. L'unité de la Science dans l'Histoire de la Pensée. VI. Logique et mathématiques: 1. Le problème logique; 2. La Logique et les Sciences; 3. Mathématiques et Logique; 4. Mathématiques et Intuition; 5. Le Problème de l'Infini. VII. Causalité et déterminisme: 1. La Physique moderne; 2. Physique et Philosophie; 3. La Probabilité; 4. La Biologie. VIII. Analyse réflexive et transcendance: 1. Transcendance et immanence; 2. L'acte de réflexion; 3. Reflexion et être. IX. Analyse réflexive et transcendance: 4. Ame et esprit; 5. L'ame et le corps; 6. L'âme et Dieu. X. La valeur: les normes et la réalité: 1. Généralités; 2. Valeur et réalité; 3. Connaissance, action et valeur. XI. La valeur: les normes et la réalité: 4. Valeur et cosmologie; 5. Normes logiques; 6. Normes morales et sociales. XII. La valeur: les normes et la réalité: 7. Normes juridiques; 8. Normes esthétiques. Table générale des communications. Index alphabétiques des auteurs. (Paris, Hermann, 1937).
- Les conceptions modernes de la raison (Entretiens d'été, Amersfoort 1938). I. Raison et monde sensible. II. Raison et histoire. III. Raison et valeur (Paris, Hermann, 1939).
- Philosophie : chronique des annees d'apres guerre 1946-1948. X. Histoire de la philosophie, metaphysique, philosophie des valeurs; XI. Philosophie des sciences, psychologie; XII. Histoire de la philosophie, métaphysique, Philosophie des valeurs; XIII. Philosophie des sciences; XIV. Psychologie, phénoménologie et existentialisme (Paris, Hermann, 1950).

## Articoli
- Sur la découverte du tombeau de Laure, in "Revue Occitane", janvier-avril 1933;
- A propos d'une récente doctrine du Devoir: la moralité et la grâce (discussion des thèses de René La Senne), in "Bulletin de la Ligue Française d'Education Morale", janvier 1934;
- La méthode esthétique objective et l'investigation psychologique (Communication au VIIIe Congrès International de Philosophie, Prague, septembre 1934);
- Le VIIIe Congrès de Philosophie à Prague (compte-rendu), in "Revue de Synthèse, n. 4/1935;
- La grâce et les arts: essai de notation scientifique, in "Annales de l'Université de Paris", janvier-février 1935;
- La signification psychologique des modalités du Beau (Communication à la Société française de Psychologie, 29 novembre 1934), in "Journal de Psychologie", 1935;
- Recherche sur l'humour (Communication à l'Association pour l'étude des Arts, février 1936);
- Le notions esthétiques et le travail de la critique d'art (Communication au XIV Congrès d'Histoire de l'Art), Berne, septembre 1936;
- Sur quelques particularités du jugement de gout (Communication au IIe Congrès d'Esthétique et de Science de l'Art), Paris 1937;
- Compte rendu du IIe Congrès d'Esthétique et de Science de l'Art, in "Revue de Métaphysique et de morale", 1937;
- Compte rendu du IXe Congrès International de Philosophie, in "Revue de Synthèse", octobre 1937;
- Les paysagistes normands (Conférence à la Société de l'Université de Normandie), janvier 1938;
- Bergson (Conférence aux élèves des Ecoles Normales de Caen), in "Bulletin", 1938;
- La sensibilité esthétique (Communication faite à la semaine du Centre de Synthèse), in La Sensibilité, Paris, Alcan, 1938
- L'homme artiste (entretiens philosophiques de Léon Brunschvicg), in Les Cahiers, 15 aout 1938;
- La vie à Pompei, d'après un ouvrage récent, in "Revue de Synthèse", décembre 1938;
- Les thèmes du Néo-Platonisme et la mystique espagnole de la Renaissance, in Etudes hispaniques et américains: Hommage à Enrnest Martinenche, Paris, d'Artrey, 1939;
- La sensibilité esthétique, in "Revue de Métaphysique et de Morale", t. 46, n. 2 (avril 1939), pp. 243–261;
- Compte rendu du IIe Congrès des Sociétés de Philosophie de Langue Française à Lyon (1939), in "Civilisation nouvelle", Paris, 1939;
- L'esthétique de Bergson, in "Revue Philosophique de la France et de l'Etranger", t. CXXXI, 1941, pp. 244–318;
- La récente psychologie de M. Piaget, in "Revue de Métaphysique et de Morale", t. 48, n. 2 (avril 1941), pp. 134–149;
- Note sur l'Institut International de Philosophie, in "Les Études philosophiques, Nouvelle Série", a.I, n. 2 (avril-juin 1946), pp. 146–149;
- De la methode en esthétique, in "Revue Philosophique de la France et de l'Étranger", t. 137 (1947), pp. 1–33;
- L'Institut international de Philosophie (Communiqué), in "Revue Philosophique de la France et de l'Étranger", t. 137 (1947), pp. 126–128;
- Esthétique et objectivité, in "Revue Internationale de Philosophie", vol. III, n. 7 (Janvier 1949), pp. 62–87;
- Method in Aesthetics, in "The Journal of Aesthetics and Art Criticism", vol. 7, n. 4, Special Issue On Aesthetics in France (June, 1949), pp. 308–324;
- L'artiste devant son oeuvre, in "Les Études philosophiques, Nouvelle Série", a. XII, N. 3, Actes du IXe Congrès des Sociétés de Philosophie de Langue Française: L'Homme et ses Œuvres (juill.-sept. 1957), pp. 331–334;
- L'évolution de l'intelligence et les formes modernes de la dialectique, in "Dialectica", vol. 11, n. 3/4 (15. 9. - 15. 12. 1957), pp. 296–305;
- Merleau-Ponty et l'existentialisme, in "Revue Philosophique de la France et de l'Étranger", t. 152 (1962), pp. 107–117;

## Recensioni
- Julius Bahle, Der musikalische Schaffensprozess (Psychologie der schöpferischen Erlebniss- und Antriebsformen), in "Revue de Musicologie", t. XVII, n. 60 (1936), pp. 195–196;
- Charles Lalo, L'art loin de la vie, in "Revue Philosophique de la France et de l'Étranger", t. 134, n. 7/9 (juillet-sept. 1944), pp. 270–280;
- Paul Menzer, Kant's Ästhetik in ihrer Entwicklung, in "Revue Philosophique de la France et de l'Étranger", t. 144 (1954), pp. 134–135;
- Guido Calogero, Estetica, Semantica, Istorica, in "Revue Philosophique de la France et de l'Étranger", t. 144 (1954), pp. 135–136;

## Su Raymond Bayer
- Bibliografia completa in "Revue Internationale de Philosophie", vol. 13, n. 49 (3), pp. 295–299;
- Numero speciale della "Revue d'Esthétique" à la mémoire de Raymond Bayer, Paris, Vrin, avril–juin 1960;
- M. Bertolini, La musica nella riflessione estetica di Raymond Bayer, on line: